# Palmicultor guamensis
Palmicultor guamensis är en insektsart som beskrevs av John Wyman Beardsley 1966. 
Palmicultor guamensis ingår i släktet Palmicultor och familjen ullsköldlöss. Inga underarter finns listade i Catalogue of Life.